# Seznam sirskih kardinalov
Seznam sirskih kardinalov.

## C
- Gabriel Acacius Coussa

## D
- Ignatius I. Daoud

## H
- Ignace Antoine II Hayek (1910-2007), sirski uniatski patriarh Antiohije v Bejrutu (ni bil kardinal)

## T
- Ignace Gabriel I. Tappouni